# 小楠和正
小楠 和正（おぐす かずまさ。1936年（昭和11年） - ）は、日本の歴史学者郷土史家。静岡大学教育学部卒、公立中学校教諭を経て、浜松市中央図書館非常勤職員。静岡県浜松市出身。徳川家康の研究家としては、浜松市の第一人者とされている。
浜松市周辺の郷土史を専門としており、複数の著作を発表し、講演も行っている。また、NHKの歴史番組制作にも資料調査の面から協力したことがある。

## 著書
- 『検証・三方ヶ原合戦』静岡新聞社、2000年。
- 『結城秀康の研究』2006年。
- 『浜松城時代の徳川家康の研究』2009年。